# آلکساندریا میل
آلکساندریا میل (انگلیسی: Alexandria Mills؛ زادهٔ ۲۶ فوریهٔ ۱۹۹۲) یک مدل و ملکه زیبایی اهل آمریکا است. او همچنین در سال ۲۰۱۰ برنده دوشیزه دنیا شد.
. او در ۲۶ فوریه ۱۹۹۲ در لوئیزویل، کنتاکی به دنیا آمد. او دومین زن از ایالات متحده آمریکا است که عنوان Miss World را به دست آورده است، اولین مورد Gina Tolleson - Miss World 1990 است. الکساندریا میلز در مدرسه دختری با اعتماد به نفس و برونگرا بود. در کلاس هشتم، او در مورد مدل بودن کاملاً مشخص بود و یک نمونه کار آماده داشت. او توسط Elite Models به عنوان Miss World ایالات متحده در سال ۲۰۱۰ انتخاب شد و به نمایندگی از کشورش در Miss World 2010 که در Sanya، چین برگزار شد، رفت. او در ۱۸ سالگی یکی از جوانترین دختران آنجا بود. در سن ۲۷ سالگی، مسن‌ترین شرکت کننده در مسابقه، خانم قزاقستان آسلینا کوچوکوا بود. اسکندریه زمانی که در رویداد زیبایی ساحلی Miss World Beach به مقام دوم دست یافت، خود را به عنوان یکی از پیشتازان عنوان اصلی معرفی کرد. برنده یارا لاسانتا از پورتوریکو بود. بعداً اسکندریه در رویداد مدل برتر Miss World سوم شد. برنده خانم نروژ ماریان بیرکدال بود، کهنه سرباز مسابقه که در رشته زیبایی و ورزش ساحلی نیز سوم شد. نایب قهرمان اول دوشیزه روسیه ایرینا شاریپووا بود. در زمان فینال، دوشیزه نروژ به عنوان محبوب اصلی برای عنوان Miss World شناخته می‌شد. الکساندریا میلز نیز یکی از برگزیدگان بود، اگرچه او بر خلاف رولین استراوس در سال ۲۰۱۴ یا مگان یانگ در سال ۲۰۱۳، هرگز به عنوان برگزیده نهایی در نظر گرفته نشد. بسیاری آن را ناشی از تیرگی روابط چین و نروژ در آن زمان می‌دانند. الکساندریا میلز عنوان دوشیزه جهان را با بوتسوانا و ونزوئلا به عنوان نایب قهرمان خود به دست آورد. پیروزی او برای کسانی که مسابقه را از نزدیک دنبال نکردند شگفت‌انگیز بود. اما برای کسانی که این کار را انجام دادند، تعجب آور نبود. اسکندریه از روز اول بسیار مطمئن و متمرکز بود. پس از یک سلطنت مشهور، او در سال ۲۰۱۲ با فرانکلین هیبز ازدواج کرد. اکنون او به عنوان مدل مد و مجری تلویزیون کار می‌کند.